# Lobalopex mordax
Lobalopex mordax è un terapside estinto, appartenente ai burnetiamorfi. Visse nel Permiano superiore (circa 258 - 255 milioni di anni fa) e i suoi resti fossili sono stati ritrovati in Africa.

## Descrizione
Questo animale era caratterizzato, come tutti i burnetiamorfi, da alcune escrescenze ossee presenti sul capo. Lobalopex si differenziava dagli altri membri del gruppo per la presenza di una "cresta" nasale mediana bassa e a forma di chiglia, e per la presenza di rigonfiamenti sopraorbitali di piccole dimensioni e privi di pachiostosi. Erano presenti anche "corna" supratemporali dirette posteriormente, ma di dimensioni modeste. Lobalopex era inoltre caratterizzato da un bozzo diretto lateralmente, posto lateralmente nel punto di contatto tra lo pterigoide e le piastre palatine dentigere. La superficie ventrale della flangia traversa dello pterigoide era priva di denti e affilata. Come in altri biarmosuchi, le vertebre cervicali erano allungate.

## Classificazione
Lobalopex è un rappresentante basale dei burnetiamorfi, un bizzarro gruppo di terapsidi arcaici caratterizzati da strane escrescenze sul capo. Analisi cladistiche indicano che Lobalopex era il sister taxon della famiglia Burnetiidae, in una posizione più derivata rispetto all'ancor più arcaico Lemurosaurus.  
Lobalopex mordax venne descritto per la prima volta nel 2004, sulla base di resti fossili ritrovati nella formazione Teekloof in Sudafrica (Victoria West District), in terreni risalenti alla fine del Permiano.